# Пільчевський Олексій Іванович
Олексій Іванович Пільчевський (2 жовтня 1892, Володимир — 12 грудня 1952) — письменник.

## Біографія
Народився 2 жовтня 1892 року в місті Володимирі (нині Волинська область, Україна). З 1906 року брав участь у літературних гуртках. В 1912—1922 роках працював в Управлінні Південно-Західної залізниці. В 1922—1941 роках — працівник залізничної газети «Эхо гудка».
Помер 12 грудня 1952 року. Похований в Києві на Лук'янівському цвинтарі (ділянка № 12). На могилі дерев'яний хрест з металевою табличкою з написом російською мовою: «Пильчевский Алексей Иванович. 1892—1952».

## Творчість
- Протягом 1928—1930 років виходили збірки його оповіданнь.
- На його вірші писав музику Юлій Хайт.